# Concessão Edward A. Flinn III
A  Concessão Edward A. Flinn III  é uma   recompensa científica  concedida  anualmente  pela   União Geofísica Americana .  A distinção é conferida para honrar aqueles que personificam o lema "cooperação desinteressada na pesquisa", facilitando, coordenando e executando as atividades que consolidam  a infra-estrutura necessária para a realização das pesquisas.  
A medalha foi instituída em 1990  em homenagem ao cientista norte-americano Edward A. Flinn III (1931-1989) , especialista em sismologia e geodesia,  pelas suas habilidades na organização  e realização de projetos cooperativos internacionais.  

## Laureados
- Laureados com a Concessão Edward A. Flinn III  (1991-2007)